# Günter Schmitz (Sprecher)
Günter Schmitz (* 1923; † 11. Januar 1996) war Erster Sprecher beim SWF sowie Autor, Regisseur und Sprecher für vor allem christliche Hörspiele und Hörbücher wie Fünf Geschwister, Die Siedler oder Abenteuer zwischen Himmel und Erde.

## Werke

### Hörspielserien

#### Fünf Geschwister
Die Hörspielserie um die Fünf Geschwister (Schreibweise meist stilisiert zu 5 Geschwister) nach den gleichnamigen Büchern von Dieter B. Kabus erschien zwischen 1989 und 1990 bei Gerth Medien in Koproduktion mit Bella Musica. Die Kassetten wurden 2006 auch auf CD veröffentlicht. Günter Schmitz spielt in der Serie den Vater der Geschwister. In den Hauptrollen sind unter anderem die Stimmen von Justine Seewald und Katrin Landau zu hören, die auch bei Hörspielautoren wie Hanno Herzler und Johannes Osberghaus mitwirkten.

| Folge | Titel                                                  | Jahr |
| ----- | ------------------------------------------------------ | ---- |
| 1     | Fünf Geschwister auf der Abenteuerburg                 | 1989 |
| 2     | Fünf Geschwister lösen das Geheimnis der Abenteuerburg | 1989 |
| 3     | Fünf Geschwister im unheimlichen Schloss               | 1989 |
| 4     | Fünf Geschwister im geheimnisvollen Palazzo            | 1989 |
| 5     | Fünf Geschwister im rätselhaften Herrenhaus            | 1989 |
| 6     | Fünf Geschwister im verlassenen Kloster                | 1989 |
| 7     | Fünf Geschwister in der sonderbaren Villa              | 1989 |
| 8     | Fünf Geschwister im ungewöhnlichen Pfarrhaus           | 1989 |
| 9     | Fünf Geschwister im merkwürdigen Jagdschloss           | 1990 |
| 10    | Fünf Geschwister im seltsamen Patrizierhaus            | 1990 |

#### Die Abenteuerklasse
Die Abenteuerklasse ist eine vierteilige christliche Hörspielserie, die 1991 und 1992 auf Kassette im Verlag Gerth Medien erschien. Die Serie basiert auf den ersten vier Büchern der gleichnamigen Buch-Reihe von Damaris Kofmehl. Kofmehl schrieb das erste Buch der Reihe 1986 im Alter von 15 Jahren. Die Hörspielserie, die mittlerweile vergriffen ist, kann online auf der Website von Kofmehl gehört werden.

| Folge | Titel                    | Jahr |
| ----- | ------------------------ | ---- |
| 1     | Conny reißt aus          | 1991 |
| 2     | Der Banküberfall         | 1991 |
| 3     | Der Schatz auf der Insel | 1992 |
| 4     | Gefahr im Zeltlager      | 1992 |

#### Abenteuer zwischen Himmel und Erde
Die Reihe Abenteuer zwischen Himmel und Erde mit biblischen Geschichten führte Günter Schmitz von 1992 bis 1996. Er spielt hier auch selbst einen Vater, der im Gespräch mit seiner Tochter Katrin, gespielt von Katrin Landau, auf die Geschichten der Bibel kommt, die dann in Hörszene aufgehen. Nach seinem Tod vervollständigte Hanno Herzler ab 1998 zunächst die neutestamentliche Reihe um sieben weitere Folgen und ab 2003 auch die Geschichten des Alten Testaments um acht zusätzliche Folgen.
| Folge | Titel                 | Jahr |
| ----- | --------------------- | ---- |
| 1     | Simson                | 1992 |
| 2     | Esther                | 1992 |
| 3     | Jona                  | 1993 |
| 4     | Abraham               | 1993 |
| 5     | Mose in Ägypten       | 1993 |
| 6     | Mose in der Wüste     | 1993 |
| 7     | Elia                  | 1994 |
| 8     | Joseph                | 1994 |
| 9     | David als junger Mann | 1994 |
| 10    | David wird König      | 1994 |
| 11    | Samuel                | 1995 |
| 12    | Josua                 | 1995 |

| Folge | Titel                                        | Jahr |
| ----- | -------------------------------------------- | ---- |
| 1     | Jesus – Seine Geburt und Jugend              | 1996 |
| 2     | Jesus – Die ersten Jünger, die ersten Wunder | 1996 |

#### Das grösste Abenteuer der Welt: Die Bibel
Die Hörspielserie mit Dagmar Berghoff erschien 1988 bei Bella Musica. Günter Schmitz beteiligte sich hier nicht nur als Regisseur, sondern auch als Sprecher und Autor neben Herbert Martin.
| Folge | Titel                                                                                          |
| ----- | ---------------------------------------------------------------------------------------------- |
| 1     | Altes Testament 1: Schöpfungsgeschichte, Adam und Eva, Kain und Abel, Noah und die grosse Flut |
| 2     | Altes Testament 2: Abraham, Sara und Lot, Sodom und Gomorra, Abraham und Isaak                 |
| 3     | Altes Testament 3: Jakob und Esau                                                              |
| 4     | Altes Testament 4: Josef und seine Brüder                                                      |
| 5     | Altes Testament 5: Moses                                                                       |
| 6     | Altes Testament 6: Gideon, Ruth, Samuel                                                        |
| 7     | Altes Testament 7: Davids Jugend, David und Goliath                                            |
| 8     | Altes Testament 8: David und Saul, David als König                                             |
| 9     | Altes Testament 9: Absalom, Salomon, Elias, Elisäus                                            |
| 10    | Altes Testament 10: Jonas und der Haifisch, Babylon, Daniel, Heimkehr nach Israel              |

| Folge | Titel |
| ----- | --- |
| 1     | Neues Testament 1: Josef und Maria, Geburt Jesu                                                             |
| 2     | Neues Testament 2: Herodes, Flucht nach Ägypten                                                             |
| 3     | Neues Testament 3: Kindheit Jesu, Johannes der Täufer, Die ersten Jünger                                    |
| 4     | Neues Testament 4: Hochzeit zu Kanaa, Fischfang, Aussätziger/Gelähmter, Jüngling zu Nain                    |
| 5     | Neues Testament 5: Tochter des Jairus, Speisung der Fünftausend, Jesus wandelt auf dem Meer                 |
| 6     | Neues Testament 6: Barmherziger Samariter, Der verlorene Sohn, Lasset die Kindlein zu mir kommen, Lazarus   |
| 7     | Neues Testament 7: Maria salbt Jesus, Bartimäus, Einzug in Jerusalem, Judas                                 |
| 8     | Neues Testament 8: Fußwaschung, Abendmahl                                                                   |
| 9     | Neues Testament 9: Garten Gethsemane, Jesus vor dem Hohen Rat, Pontius Pilatus, Petrus und der Hahnenschrei |
| 10    | Neues Testament 10: Kreuzigung, Auferstehung, Jesus erscheint den Jüngern                                   |

### Hörbücher

#### Die Siedler
Günter Schmitz las und produzierte vier Hörbücher der Serie Die Siedler von Janette Oke. Weitere Sprecher sind unter anderen Renate Renken und Baldur Seifert. Die Hörbücher erschienen 1990 jeweils als Doppelkassette in Koproduktion der Verlage Gerth Medien und ERF-Verlag.
| Folge | Titel                            |
| ----- | -------------------------------- |
| 1     | Liebe wächst wie ein Baum        |
| 2     | Liebe trägt durch Freud und Leid |
| 3     | Reise in eine neue Welt          |
| 4     | Über Allem bleibt die Freude     |

### Weitere Hörspiele und Hörbücher
Weitere Produktionen von Günter Schmitz sind unter anderem der christliche Hörbuchklassiker Psalm 23 aus Sicht eines Schafhirten von Philipp W. Keller, eine Hörspielfassung von Max und Moritz oder auch Kasperles Abenteuer.
Als Sprecher ist er unter anderem zu hören in den Karl-May-Hörspielen von Kurt Vethake.
Nicht kommerzielle Produktionen:
- 1956: Ein Gefangener – Regie: Gert Westphal (SWF)
- 1964: Die Tür (nach Georges Simenon) – Regie: Gert Westphal (SWF)